# Ungesühnte Nazijustiz

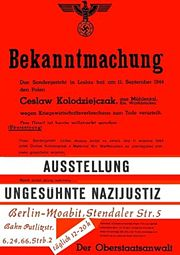
Plakat der Ausstellung Ungesühnte Nazijustiz in der Stendaler Straße, Berlin (März 1960)

„Ungesühnte Nazijustiz – Dokumente zur NS-Justiz“ hieß eine bundesdeutsche Wanderausstellung zu Justizverbrechen, die in der Zeit des Nationalsozialismus (1933–1945) im Deutschen Reich und von ihm besetzten Gebieten verübt worden waren. Sie zeigte Dokumente zu Strafverfahren und Todesurteilen sowie zu Nachkriegskarrieren beteiligter Richter und Staatsanwälte. Ihr voraus gingen zwei Petitionsaktionen an der Freien Universität Berlin (FU). Ihr folgte die „Aktion Ungesühnte Nazijustiz“, bei der Strafanzeigen gegen 43 wieder amtierende NS-Juristen erstattet wurden. Anlass war die bevorstehende Verjährung für einen Großteil der nationalsozialistischen Verbrechen gegen die Menschlichkeit (31. Dezember 1959) und für bis 1945 begangenen Totschlag (31. Mai 1960).
Die Ausstellung wurde vom 27. November 1959 bis Februar 1962 in zehn bundesdeutschen und einigen ausländischen Universitätsstädten gezeigt, zuerst in Karlsruhe, dem Sitz des Bundesgerichtshofs und Bundesverfassungsgerichts, dann in West-Berlin, Stuttgart, Frankfurt am Main, Hamburg, Tübingen, Freiburg, Heidelberg, Göttingen, München, Oxford, London, Amsterdam, Utrecht und Leiden. Hauptautor war der Westberliner Student Reinhard Strecker, Veranstalter waren örtliche studentische Gruppen, meist Mitglieder des Sozialistischen Deutschen Studentenbundes (SDS). Obwohl die Ausstellung nur aus Privatspenden finanziert wurde, einfachste Darstellungsmittel verwendete, oft nur in Privaträumen stattfinden konnte und von fast allen bundesdeutschen Parteien und Medien abgelehnt wurde, hatte sie erhebliche öffentliche Wirkungen.

## Vorgeschichte

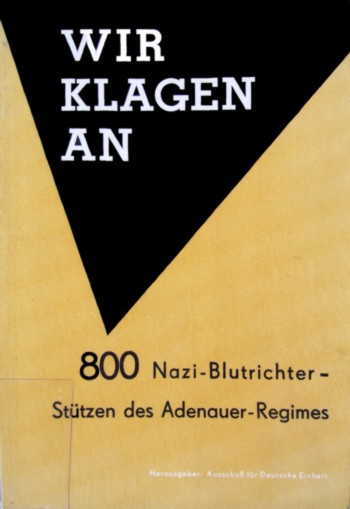
Titelseite einer Broschüre des Ausschusses für Deutsche Einheit, Ost-Berlin 1959

Die erste Bundesregierung unter Konrad Adenauer betrieb eine Politik der Re-Integration von NS-Tätern, versuchte, bestimmte Maßnahmen der Alliierten gegen sie rückgängig zu machen und verhalf verurteilten NS-Verbrechern 1949 zu einer großzügig gehandhabten Teil-Amnestie. Seit 1951 ermöglichte das Gesetz zur Regelung der Rechtsverhältnisse der unter Artikel 131 des Grundgesetzes fallenden Personen mehr als 55.000 NS-Beamten, die ihre Beschäftigungs- und Rentenansprüche durch die Entnazifizierung verloren hatten, die Rückkehr in den Staatsdienst.
Die DDR-Regierung verstärkte seit der Wiederbewaffnung und dem NATO-Beitritt der Bundesrepublik 1954 ihre Angriffe, die Bundesrepublik stehe in direkter Kontinuität zum Nationalsozialismus. Dazu gründete sie einen „Ausschuß für deutsche Einheit“ (ADE) unter Albert Norden. Dieser veröffentlichte seit 1956 Broschüren, die westdeutschen Antisemitismus und Nachkriegskarrieren ehemaliger Nationalsozialisten dokumentierten. Die erste Broschüre Nazi-Richter im Bonner Dienst behauptete, 80 Prozent der höheren bundesdeutschen Justizbeamten seien Stützen der Diktatur Adolf Hitlers gewesen. Dazu nannte sie unter anderem 39 Namen von Richtern und Staatsanwälten, die in Kriegsverbrecher-Akten aus den Niederlanden, Polen und der Tschechoslowakei verzeichnet waren. Sie stellte deren Ämter in der NS-Zeit ihren aktuellen Ämtern gegenüber. Damit begann der ADE eine mehrjährige „Blutrichter“-Kampagne, aus der 1965 das Braunbuch der DDR mit Namen von über 1800 Nationalsozialisten und Kriegsverbrechern in westdeutschen Führungspositionen entstand. Die Broschüre vom 23. Mai 1957 Gestern Hitlers Blutrichter – Heute Bonner Justiz-Elite führte Todesurteile, deren Begründung, die Namen und Hinrichtungsdaten der Opfer, die Namen und damaligen und aktuellen Ämter der Täter auf. Das Material stammte aus Akten des Reichsjustizministeriums, des Volksgerichtshofs und von Oberreichsanwaltschaften und Sondergerichten der NS-Zeit. Bis 1960 veröffentlichte der ADE acht weitere solche Broschüren mit den Namen von insgesamt mehr als 1000 Juristen der NS-Zeit.
Wegen des im Kalten Krieg herrschenden Antikommunismus beachteten die bundesdeutsche Justiz, Politik und Medien die DDR-Broschüren anfangs kaum. Bundesjustizminister Hans-Joachim von Merkatz lehnte es schon wegen deren Herkunft strikt ab, deswegen Ermittlungen gegen die genannten Juristen einzuleiten. Er verbot dem für Anfragen zur NS-Justiz zuständigen Beamten Ernst Kanter im Juli 1957 die bloße Nachfrage, ob die Landesjustizverwaltungen den Vorwürfen nachgingen. Die meisten Bundesländer baten die belasteten Personen nur um eine unverbindliche Stellungnahme, die diese oft verweigerten. Die Länderregierungen trafen daraufhin eine Absprache, keine strafrechtlichen Ermittlungen anzustreben und nur bei öffentlichen Nachfragen vereinzelt Disziplinarverfahren einzuleiten. Versetzung oder Rücktritte der Belasteten erwogen sie nicht.
Im November 1957 erschienen die DDR-Broschüren auch in Großbritannien. Weil er Eingaben britischer Parlamentarier befürchtete, verlangte Bundesaußenminister Heinrich von Brentano eine Reaktion von Bundesjustizminister Fritz Schäffer auf die Vorwürfe. Dessen knappe Hinweise auf die Rechtsstaatlichkeit der Bundesrepublik verstärkten im Ausland den Eindruck, die Bundesregierung wolle die nötigen Verfahren aussitzen. Bis März 1958 stellten zwanzig britische Abgeordnete dazu Anfragen an die eigene Regierung; zudem beschwerten sich viele britische Bürger. Die britische Boulevardpresse benutzte das Thema für reißerische Artikel. Auf den Rat seines Beamten Karl Heinrich Knappstein behauptete Schäffer gegenüber Brentano, eine interne Personalüberprüfung habe die „Haltlosigkeit der Verdächtigungen“ des ADE ergeben. Dieser Linie folgten alle zuständigen bundesdeutschen Politiker. Nach ersten kritischen Presseberichten auch im Inland vereinbarte die Justizministerkonferenz im November 1958, ehemalige NS-Juristen nur bei „konkreten Vorwürfen“ zu überprüfen. Der niedersächsische Justizminister Werner Hofmeister behauptete, die NS-Sonderrichter seien alle nur „geringfügig belastet“ und besäßen wegen erfolgter Entnazifizierung eine nicht revidierbare „gesicherte Rechtsposition“. Zwei Landesjustizminister wollten die „Betroffenen“ durch Versetzungen vor weiteren Vorwürfen schützen. Die Konferenz beschloss, eine Zentrale Stelle der Landesjustizverwaltungen zur Aufklärung nationalsozialistischer Verbrechen einzurichten. Die Bundesregierung erweckte gegenüber dem Ausland den falschen Eindruck, diese Stelle sei auch für die Strafverfolgung ehemaliger NS-Richter zuständig. Der Deutsche Richterbund solidarisierte sich kurz darauf mit allen als „Blutrichter“ angegriffenen Juristen und beklagte, sie würden verleumdet.
Im Januar 1959 stellte Adolf Arndt für die oppositionelle SPD im Bundestag zwar zu milde Urteile in bundesdeutschen NS-Prozessen fest, fragte aber nicht, ob das mit der Wiedereinstellung ehemaliger NS-Juristen zu tun haben könne. Er vermied, sie moralisch zu verurteilen, und forderte, die „gezielten Kollektivdiffamierungen“ der DDR nicht länger zu beachten. Die Selbstverwaltungsorgane der bundesdeutschen Justiz sollten selbst dafür sorgen, dass vorbelastete Richter nicht mehr in NS-Prozessen eingesetzt würden. Nur einzelne SPD-Landtagsabgeordnete wie Fritz Helmstädter in Baden-Württemberg verlangten, strafrechtlich energisch und zügig gegen ehemalige NS-Juristen im Staatsdienst zu ermitteln.
Damals stieß die bisherige bundesdeutsche Vergangenheitspolitik an ihre Grenzen. Seit dem Skandal um den NS-Juristen und Kanzleramtschef Hans Globke wurden auch frühere Verbrechen von weiterbeschäftigten NS-Tätern statt nur ihre Wiedereinstellung und Pensionen öffentlich debattiert. Ab Oktober 1959 kam es zu einer bundesweiten Serie antisemitischer Angriffe auf Synagogen und jüdische Friedhöfe, die im In- und Ausland stark beachtet wurde. In diesem Kontext waren der Film „Rosen für den Staatsanwalt“ und die Ausstellung „Ungesühnte Nazijustiz“ eine Zäsur: Die bundesdeutsche Öffentlichkeit befasste sich fortan mehr mit dem Problem ehemaliger NS-Täter in Staatsämtern als mit den Absichten der DDR.

## Entstehung
Der 29-jährige Sprachwissenschaftsstudent Reinhard Strecker (FU) wurde 1958 auf die DDR-Kampagne zu NS-Juristen aufmerksam und wollte die Angaben der ADE-Broschüre „Wir klagen an: 800 Nazi-Blutrichter. Stützen des Adenauer-Regimes“ (Februar 1959) durch eigene Recherchen überprüfen. Weil ihn das Abwiegeln der DDR-Vorwürfe empörte, beschloss er, selbst eine von Propagandamaterial unabhängige Dokumentation der Verbrechen amtierender NS-Juristen zu erstellen. Bundesdeutsche Justizbehörden bewilligten ihm keine Akteneinsicht, auch ein Landgericht lehnte sie ab. Deshalb wandte er sich dann an die Tschechoslowakei, die ihm Einsicht in Originalakten ebenfalls verwehrte und für Recherchen an den ADE in Ost-Berlin verwies. Obwohl Strecker bei DDR-Behörden als Antikommunist und Flüchtlingshelfer bekannt war, unterstützte ADE-Leiter Adolf Deter sein Vorhaben und erlaubte ihm Einblick in ausgewählte Originaldokumente. Nach Durchsicht von rund 3000 Akten, die der ADE aus deutschen und osteuropäischen Archiven zusammengetragen hatte, schloss Strecker, dass sie echt und die ADE-Vorwürfe bis auf einige Vereinfachungen berechtigt seien.
Im Verlauf der Recherchen entstand die Idee einer Ausstellung dazu. Zur Unterstützung sammelte der Studentenkonvent der FU Unterschriften für zwei Petitionen, die den Deutschen Bundestag zu wiederamtierenden ehemaligen NS-Justizjuristen und zu erneut als Mediziner tätigen ehemaligen KZ-Ärzten befragten. Der Verband Deutscher Studentenschaften (VDS) unterstützte die Petitionen. Mit etwa 30 Mitstudenten überprüfte Strecker rund 100 Gerichtsverfahren, die Identität der Täter mit westdeutschen Richtern, baute eine Personendatei auf und stellte rund 140 Personenmappen zusammen. Dieses Material stellte er im Mai 1959 in Frankfurt am Main beim SDS-Kongress „Für Demokratie – gegen Militarismus und Restauration“ vor. Oberlandesgerichtspräsident Curt Staff bestätigte die Echtheit der Dokumente.
Der SDS war damals von Flügelkämpfen zerrissen und stand am Rand der Spaltung. Die Bundesdelegiertenkonferenz vom 30. Juli 1959 beschloss jedoch einstimmig, Streckers Ausstellung zu unterstützen. Die SPD-Vorstandsmitglieder Waldemar von Knoeringen und Willi Eichler waren dabei anwesend. Auf Vorschlag der SDS-Vorstandsmitglieder Monika Mitscherlich und Jürgen Seifert erhielt die Ausstellung den Namen „Ungesühnte Nazijustiz“. Der SDS forderte alle studentischen Hochschulgruppen auf, an ihren Orten parallele Aufklärungsaktionen vorzubereiten. Diese sollten die Öffentlichkeit wachrütteln und die bisherige Justizkonstruktion entkräften, wonach man NS-Tätern „niedere Beweggründe“ nachweisen musste, um Mord oder Totschlag bestrafen zu können. Ziel war eine rechtzeitige Strafverfolgung der ehemaligen NS-Juristen, da die Verjährung ihrer Verbrechen bevorstand. Danach hätte man sie nur noch disziplinarrechtlich belangen können. In begründeten Verdachtsfällen wollte der SDS-Bundesvorstand selbst Strafanzeigen erstatten. Die Ausstellung sollte in Karlsruhe beginnen, weil sich dort die höchsten deutschen Gerichte befanden.
In einem Rundbrief vom 30. Oktober 1959 bekräftigte der SDS-Bundesvorsitzende Günter Kallauch: Da die Verbrechen von NS-Richtern sehr bald verjährten, müssten alle lokalen SDS-Gruppen dazu beitragen, dass noch gegen möglichst viele dieser Richter Verfahren eingeleitet würden. Mit Hilfe der Ausstellung sollten weitere NS-Richter in neuen Ämtern aufgefunden und auf restaurative Tendenzen in der bundesdeutschen Justiz hingewiesen werden. Dazu sollten prominente Sozialdemokraten Vorträge zum Thema „Politische Justiz“ halten. Als Referenten nannte Kallauch Wolfgang Abendroth, Adolf Arndt, Paul Haag, Gustav Heinemann und Diether Posser. Der SDS in Karlsruhe bildete auf Initiative von Wolfgang Koppel ein Organisationskomitee, das die erste Ausstellung mit Strecker vorbereitete, am 11. November 1959 den SPD-Parteivorstand dazu einlud und um Finanzhilfen für die Ausstellung bat.
Der SPD-Vorstand reagierte negativ und verlangte nähere Informationen, bevor er Mittel gewähren könne. Adolf Arndt schrieb am 20. November 1959 an Koppel: Eine Ausstellung sei ungeeignet, die sicherlich notwendigen Strafverfahren gegen NS-Juristen durchzusetzen. Falls der SDS wirklich relevantes Material besitze, müsse er es den „zuständigen“ Parlamentsfraktionen zuleiten, die dann das „Erforderliche“ veranlassen würden. Noch bevor Koppel geantwortet hatte, beschloss das SPD-Präsidium am 23. November 1959, sich von der Ausstellung zu distanzieren. In einem Rundschreiben forderten Waldemar von Knoeringen, Erich Ollenhauer und Herbert Wehner alle SPD-Ortsverbände auf, jede Unterstützung der Ausstellung zu unterlassen. Der SDS-Bundesvorstand wurde gebeten, seinerseits ein solches Rundschreiben an alle SDS-Gruppen zu senden. Daher trat Kallauch dem Organisationskomitee Karlsruhe nicht bei und sandte keinen Vertreter zur Ausstellungseröffnung. Er verlangte brieflich am 28. November (einen Tag nach Ausstellungsbeginn) von allen SDS-Gruppen, sie müssten die Ausstellung direkt selbst organisieren und dürften aus „naheliegenden Gründen“ keine „neutralen Aktionskomitees“ einschalten.
Hintergrund waren seit Juli 1959 geltende strikte Auflagen der SPD an den SDS, allgemeinpolitische Vorhaben mit dem Parteivorstand abzustimmen und alle Kontakte zu Kommunisten zu unterlassen. Man fürchtete, dass das Karlsruher Organisationskomitee mit Anhängern der Zeitschrift konkret zusammenarbeitete, deren Ausschluss aus dem SDS die SPD zuvor erzwungen hatte. Koppel gehörte zum linken SDS-Flügel um den früheren SDS-Vorsitzenden Oswald Hüller und hatte eine Studienreise in die DDR organisiert. Weder er noch Hüller waren Stasi-Mitarbeiter. Der SPD-Vorstand war jedoch überzeugt, dass Kommunisten die Ausstellung lenkten und finanzierten, weil viele Dokumente aus Ost-Berlin stammten und einige SDS-Vertreter unerwünschte „Ostkontakte“ gepflegt hatten. Er schloss die Karlsruher Organisatoren aus der SPD aus, um eine Fortsetzung der Ausstellung und eine breite öffentliche Debatte über NS-Täter im bundesdeutschen Staatsdienst zu verhindern. Diese gefährdete für den SPD-Vorstand nach der Berlin-Krise 1958 und dem Beschluss des Godesberger Programms (15. November 1959) die Öffnung der SPD für bürgerliche Wählerschichten.

## Durchführung

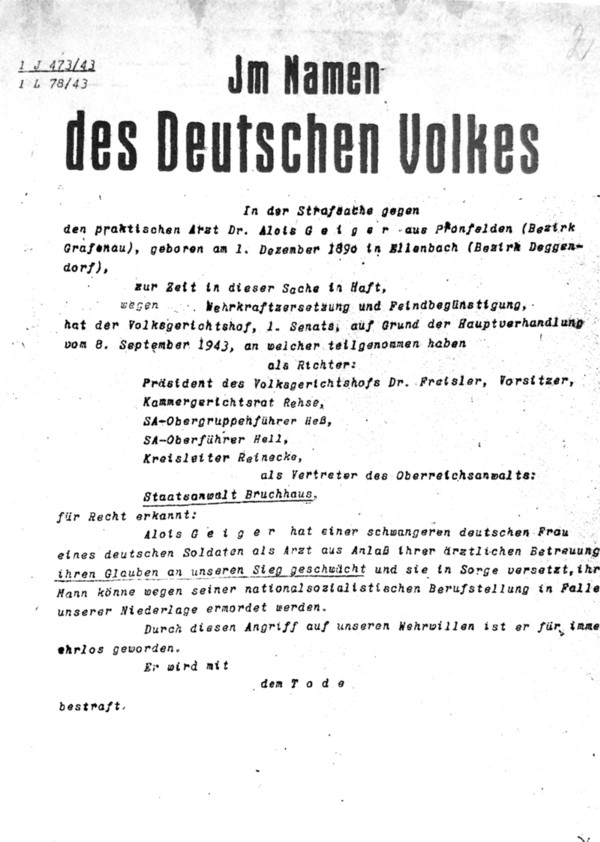
Todesurteil des Volksgerichtshofs vom 8. September 1943.

Am 27. November 1959 wurde die Ausstellung in der Stadthalle Karlsruhe eröffnet. Mehrere SPD-Ortsvereine hatten sie unterstützt und im Vorfeld 300 DM dafür gespendet. Am Folgetag erfuhr der Magistrat vom Rundschreiben des SPD-Präsidiums, verbot den Veranstaltern die Weiternutzung der Stadthalle und zwang sie kurzfristig zum Umzug. Vom 28. bis 30. November fand die Ausstellung daher tagsüber im Lokal „Krokodil“ statt, das nahe der Bundesanwaltschaft lag. Wolfgang Koppel hatte das Lokal mit den Spenden gemietet und mit Strecker die Eröffnung vereinbart. Als öffentliche Unterstützer waren der EKD-Vertreter Martin Niemöller und der Sozialwissenschaftler Wolfgang Abendroth vorgesehen. Der erste Eröffnungsredner, Rechtsanwalt Dieter Ralle, soll Hans Globke mit den „Schergen von Auschwitz“ gleichgesetzt haben. Das berichtete der von ehemaligen Nationalsozialisten gegründete Volksbund für Frieden und Freiheit dem Bundeskanzleramt in seinem Bericht vom 3. Dezember 1959.
Bei einer Pressekonferenz kündigten Strecker und Koppel an, Strafanzeigen gegen amtierende Richter und Staatsanwälte wegen Rechtsbeugung in Tateinheit mit Totschlag oder Beihilfe dazu zu stellen. Dabei argumentierte Strecker anders als der ADE nicht gegen den Staat Bundesrepublik, sondern für die Prinzipien des Rechtsstaats: Danach dürfe das Richteramt nur solchen Personen anvertraut werden, die dazu fähig und würdig seien. Das sei vielfach missachtet worden, aber die dafür Verantwortlichen wollten ihre Fehler nicht einsehen und korrigieren. Nur darum müssten die Studenten auf dieses Problem hinweisen. Jeder Staatsbürger sei für Erhaltung und Ausbau des Rechtsstaats mitverantwortlich, ohne dass „Untaten anderer“ zu „Selbstgerechtigkeit“ verleiten dürften. Ehemalige NS-Täter seien nicht nur in die bundesdeutsche Justiz, sondern auch in Verwaltungen, Wirtschaft, Bildung und Publizistik übernommen worden. Die „ganze Ideologie der braunen Epoche lebt jedoch auch fort.“ Es gehe nicht um Schuldzuweisung, sondern darum, „das politische Schicksal unseres Landes diesmal besser zu meistern als vor 30 Jahren“. Die Aussteller widersprachen der verbreiteten Dämonisierung der NS-Diktatur, die diese auf eine Verführungskraft Hitlers zurückführte. Sie stellten aber die Denkfigur des „Exzesstäters“ nicht grundsätzlich in Frage, wonach nur besonders willkürliche Urteile einzelner NS-Richter zu ahnden seien.
Koppels Ausstellungskatalog nannte die Absicht der Ausstellung: „Wo Anhänger des Nationalsozialismus geduldet, geschützt und gehegt werden, dort findet der alte Geist Rechtfertigung und zugleich Gelegenheit, die demokratische Staatsordnung zu unterhöhlen. Entscheidend ist also, daß NS-Richter amtieren und daß diese Tatsache von ihrer Umgebung als unanstößig hingenommen wird.“ Demnach wollten die Autoren primär diese Duldung angreifen und bewusst machen, dass die Rückkehr von Nationalsozialisten in Ämter und Behörden moralisch untragbar war. Um die bisherige Politik zu delegitimieren, die NS-Verbrechen durch Integration von NS-Tätern legitimiert hatte, mussten sie überhaupt erst eine Öffentlichkeit herstellen, die diese Duldung störte. Darum wählten sie eine skandalisierende Sprache.
Vorgestellt wurden zunächst 100 dokumentierte Fälle. Sie betrafen 206 an Unrechtsurteilen beteiligte Juristen. Wegen Geldmangel der studentischen Initiatoren bestand die Ausstellung nur aus Fotokopien von Sondergerichtsurteilen, Justiz- und Personalakten, die auf einfachste Art in Schnellheftern zusammengefasst und oftmals von schlechter optischer Qualität waren. Zur Erläuterung dienten lediglich handgeschriebene Plakate. Spektakulär war nicht die Aufmachung, sondern der Inhalt: Namenslisten wiesen die vormalige Tätigkeit von Justizjuristen in der NS-Judikatur aus, dokumentierten die unter ihrer Beteiligung ergangenen Todesurteile und offenbarten die aktuelle Tätigkeit der Betroffenen in der westdeutschen Justiz. So lagen unter anderem Justizakten vom Sondergericht Prag aus. Dort vormals tätige Juristen wie Richter Johann Dannegger, Amtsgerichtsrat Walter Eisele und Richter Kurt Bellmann waren wieder an deutschen Gerichten tätig. Der ehemalige Richter Erwin Albrecht hatte es zum Abgeordneten im Landtag des Saarlandes gebracht. Der Unrechtscharakter der Urteile sollte für die Besucher der Ausstellung anhand der Kopien der Verfahrensprotokolle nachvollziehbar werden.
Am 18. Januar 1960 stellten Koppel und Strecker wie angekündigt Strafanzeigen gegen 43 frühere Richter von NS-Sondergerichten. Zuvor hatten sie den zuständigen Staatsanwaltschaften im ganzen Bundesgebiet in Briefen je mindestens einen solchen Fall geschildert. So erfüllten sie den SDS-Vorstandsbeschluss von 1959, der alle Mitglieder aufgefordert hatte, noch rechtzeitig vor der Verjährung Strafverfahren gegen ehemalige NS-Juristen herbeizuführen. Freiheitsberaubung durch unrechtmäßige Haftstrafen war seit 1950 verjährt; nur die Tatbestände Totschlag, Freiheitsberaubung mit Todesfolge und Mord durch rechtswidrige Todesurteile konnten noch strafverfolgt werden. Dazu musste Angeklagten seit einem BGH-Urteil von 1956 eine Rechtsbeugung nachgewiesen werden, also dass sie selbst nach NS-Recht willentlich und wissentlich rechtswidrige Urteilssprüche gefällt hatten.
In Westberlin wurde die Ausstellung von Dienstag, dem 23. Februar 1960, bis zum 7. März 1960 in der Galerie Springer am Kurfürstendamm gezeigt. Berliner Tageszeitungen berichteten am 24. Februar 1960 von der Eröffnung am Vortag. Erika Altgelt (Der Kurier) nannte die exakten Öffnungszeiten und betonte: „Selbstverständlich ist der Eintritt frei.“ Wegen der massiven Verhinderungsversuche in Karlsruhe gründete Strecker für diese Station ein Kuratorium, dem viele anerkannte Persönlichkeiten beitraten, darunter die Professoren Margherita von Brentano, Helmut Gollwitzer, Wilhelm Weischedel, Ossip K. Flechtheim, die Schriftsteller Axel Eggebrecht, Günter Grass und Wolfdietrich Schnurre, der Vorsitzende der Jüdischen Gemeinde Heinz Galinski, Propst Heinrich Grüber, der Verleger Axel Springer und andere. Diese ergriffen medienwirksam für die Ausstellung Partei und drängten Lenkungsvorwürfe gegen die SDS-Studenten zurück. Zudem trugen weitere Hochschulgruppen die Ausstellung mit, darunter Deutsch-Israelische Studiengruppen, Evangelische Studierendengemeinde und Liberaler Studentenbund Deutschlands. Sie hatten schon 1958 gemeinsam die Bewegung Kampf dem Atomtod unterstützt. Dennoch stellten die bundesdeutschen Medien die Ausstellung seit Januar 1960 stets als Einzelaktion Streckers dar und benannten sie nach ihm.
Der Westberliner Senat veranlasste die örtlichen Universitäten im Februar 1960, die Ausstellung in ihren Räumen zu verbieten. Das Vorhaben sei ein „Akt öffentlicher Agitation zugunsten sowjetzonaler Stellen“, um das „Ansehen der Justiz als tragendem Pfeiler der öffentlichen Ordnung“ zu beschädigen. Alle beschuldigten Angehörigen der Westberliner Justiz seien schon überprüft worden. Die Veranstalter hätten die Aufforderung zur Übergabe ihrer Unterlagen bisher nicht befolgt. Als der Kunsthändler Rudolf Springer den Studenten seine Galerie am Kurfürstendamm für die Ausstellung anbot, forderte der Senat die Hauseigentümerin auf, diese zu verbieten und der Galerie den Mietvertrag zu kündigen. Die Veranstaltung falle dem Regierenden Bürgermeister Willy Brandt (SPD) in einer politisch schwierigen Zeit in den Rücken. Nachdem einige britische Zeitungen kritisch über das Senatsvorgehen berichtet hatten und die Ausstellung in der Galerie eröffnet worden war, forderte der Senat die Westberliner Lehrer auf, sie nicht zu besuchen.
Am 2. März 1960, noch vor Abschluss der Westberliner Ausstellung, zeigte der Labour Oxford Club im Corpus Christi College (Oxford) eine Auswahl von Streckers Material zu 22 NS-Richtern. Zu den Initiatoren gehörte der spätere Holocaustforscher Martin Gilbert. Sie hatten in einem Studienaustausch 1959 die Volksrepublik Polen und das KZ Auschwitz besucht und mit Strecker dann eine Zusammenarbeit vereinbart. Die britische Wochenzeitung New Statesman berichtete darüber und widersprach deutschen Fälschungsvorwürfen: Streckers Dokumente könnten jederzeit durch Duplikate im Besitz der US-Regierung verifiziert werden. Strecker habe sorgfältig zwischen gewöhnlicher Strafjustiz und Todesurteilen unterschieden, die NS-Richter sogar nach NS-Gesetzen hätten vermeiden können. Ferner habe er dem ADE einige Irrtümer nachgewiesen. Die bundesdeutschen Behörden hätten seiner Darstellung keine Ungenauigkeiten nachweisen können, aber alle Versuche verhindert, die Ost-Berliner Belege aus westlichen Quellen zu erhärten. Mit Leserbriefen an die Londoner Times erreichten die britischen Studenten, dass das Unterhaus erwog, die Ost-Berliner Dokumente selbst prüfen zu lassen. Die Bundesregierung hatte das abgelehnt. Die Abgeordneten der Labour Party Barbara Castle und Sydney Silverman gründeten ein Allparteienkomitee, das englische Übersetzungen der Ausstellungsdokumente im House of Commons präsentierte. Im April 1960 lud das Unterhaus Strecker ein, den Abgeordneten die personellen Kontinuitäten der deutschen Justiz und den Unwillen zur Aufarbeitung von NS-Justizverbrechen in der Bundesrepublik darzulegen. Britische Abgeordnete forderten ihre Regierung auf, angesichts der dargelegten Fakten Druck auf die Bundesregierung auszuüben und die Entlassung der früheren NS-Juristen zu fordern.
Besonders in Tübingen und Freiburg stieß die Ausstellung auf enorme Ablehnung durch Kultus- und Justizminister, den Deutschen Richterbund, die Universitätsleitungen und studentische Gegner des SDS. Um Raumzusagen zu erhalten, nannten die Veranstalter die Ausstellung in Tübingen Dokumente zur NS-Justiz, in Freiburg Dokumente totalitärer Justiz. Sie entfernten zudem politisch brisante Elemente und fügten neue Elemente hinzu. In München begann die Ausstellung am 10. Februar 1961. Die Polizei verbot das Werben dafür, weil die Plakate den Bezug zur NS-Zeit angeblich nicht deutlich genug herstellten. Erst mit einem Zusatz durfte weiter plakatiert werden. In Hamburg, wo die Ausstellung vom 29. Mai bis 9. Juni 1961 gastierte, trugen Plakate dafür anfangs die Titelunterzeile „Können Richter Mörder sein?“ sowie eine Namensliste, auf der die Namen amtierender Hamburger NS-Richter unterstrichen waren. Hamburger Gerichte verboten diese Plakatversion und erlaubten nur eine Version ohne Titel und Namenskennzeichnung.
Bis 1962 wurde die Ausstellung trotz Be- und Verhinderungsversuchen in zehn deutschen Universitätsstädten gezeigt. Britische und niederländische Studentengruppen organisierten zudem eigene Ausstellungen in Oxford, Leiden, Amsterdam und Utrecht. Regionale und überregionale Zeitungen in Ost- und Westdeutschland, den USA, Großbritannien und der Schweiz berichteten darüber.

## Wirkung
Bundes- und Landespolitiker aller Parteien betrachteten die Ausstellung als Tabubruch und bekämpften sie heftig. Sie wiesen die Vorwürfe gegen die Richter ungeprüft zurück, behaupteten, das Material sei gefälscht und die Studenten betrieben DDR-Propaganda. Sie sahen die Übernahme und Veröffentlichung von Dokumenten aus Ost-Berlin, auch Fotokopien, als schweren Normverstoß. Die Bundesregierung ließ die Ausstellungsmacher vom Verfassungsschutz überwachen. Dieser befragte ihre Freunde und Verwandten nach ihrem Privatleben und ihrer finanziellen Lage. Baden-Württembergs Landesjustizminister Wolfgang Haußmann unterstellte den Veranstaltern Landesverrat. Die meisten Medien kommentierten ähnlich. Die konservative Zeitung Badische Neueste Nachrichten etwa bezeichnete sie als „Handlanger der Machthaber von Pankow“. Strecker und seine Familie erhielten viele anonyme Drohungen, in Streckers Wohnung wurde eingebrochen. Nur zwei Zeitungen (Badisches Volksblatt, Die Tat) berichteten ausführlich über Inhalte und Ziele der Ausstellung.
Adolf Arndt (SPD) erhielt noch im November 1959 Ausstellungsmaterial von den Veranstaltern und musste zugeben, dass es „gravierend echte Dokumente“ enthielt. Er gab es an den Rechtsausschuss des Deutschen Bundestages weiter, zu dem er selbst gehörte, um den Umgang damit in parlamentarische und nichtöffentliche Bahnen zu lenken. Öffentlich hielt er seinen Generalverdacht gegen die Ausstellungsmacher aufrecht, auch nach einem langen Gespräch mit Strecker über dessen Quellen. Im April 1960 in einem Artikel für die Studentenzeitschrift Colloqium wiederholte er: „Undurchsichtig“ sei, „wer die Ausstellung veranstaltete, wer sprechen würde und wer die beträchtlichen Mittel dafür aufbrachte“.
Anfang Januar 1960 lud Generalbundesanwalt Max Güde Strecker in seinen Amtssitz ein, ließ sich das Ausstellungsmaterial mehrere Stunden lang zeigen und erklärte danach öffentlich: „Ich habe Urteile gesehen unter dem Material, das ich im übrigen für echt halte, Photokopien, ich glaube von richtigen, echten Urteilen, ich habe Urteile gesehen, über die ich erschrocken bin.“ Dies verschaffte der Ausstellung Glaubwürdigkeit und erzwang weitere politische Reaktionen. Haußmann erklärte nun ebenfalls, die von Ost-Berlin übermittelten Fotokopien seien größtenteils „keine Fälschungen“; man gehe diesem Material nach. Er sagte zu, bei ausreichenden Unterlagen Verfahren einzuleiten oder die „Nicht-Weiterverwendung der Betreffenden“ zu verfügen. Baden-Württembergs Landtag gründete eine Kommission aus zwei Oberlandgerichtspräsidenten und einem Strafrechtsprofessor, die 66 ehemalige NS-Richter und -Staatsanwälte, vier davon vom Volksgerichtshof, sowie 23 ehemalige Kriegsgerichtsräte im Justizdienst des Landes überprüfen sollte. Gegen mehrere Richter und Beamte des höheren Justizdienstes in Baden-Württemberg wurden Ermittlungen eingeleitet. Zugleich rechtfertigte Haußmann die Täter: Kein Beamter oder Richter habe eine frühere Tätigkeit an NS-Gerichten verschwiegen. Selbst Todesurteile von Kriegs- und Sondergerichten seien gültiges Recht, solange damals geltende Gesetzen sie deckten. Man könne Richtern die Anwendung der damals gesetzlich vorgeschriebenen Strafe nicht vorwerfen. Er erinnerte an die besonderen Spruchkammerverfahren für Richter und Staatsanwälte, erwähnte jedoch nicht, dass ihre Personalakten keine Kopien oder Originale ihrer Urteile enthalten hatten, wie sie die Ausstellung zeigte.
Daraufhin betonte Güde in einem Fernsehinterview: Die Urteile von Richtern an Sondergerichten seien im Einzelfall zu prüfen. Sie hätten den Dienst nicht verweigern, aber rechtliche Ermessensspielräume ausschöpfen können. „Viele der Todesurteile hätten nicht zu ergehen brauchen. Sie hätten nicht ergehen dürfen, selbst auf der Grundlage der Gesetze, nach denen sie gefällt wurden.“ In keinem ihm bekannten Fall sei ein Richter wegen zu milder Urteile an Leib und Leben geschädigt worden. Damit entzog Güde den damals üblichen Rechtfertigungen die Basis. Danach konfrontierten bundesdeutsche Journalisten Haußmann mit früheren Todesurteilen baden-württembergischer Beamter für geringfügigste Vergehen, etwa „Wehrkraftzersetzung durch schlichte Kritik am Hitler-Regime, für Nichtanzeige flüchtiger Kriegsgefangener, für die Weigerung, den Personalausweis vorzuzeigen, für Verletzung eines Zollhundes und für Abgabe von Wäsche an den von der Gestapo gesuchten Bruder.“ Die Zeitschrift Der Spiegel beschrieb besonders die Todesurteile von Walter Eisele detailliert und zitierte seitenweise Auszüge aus den Gerichtsurteilen der früheren NS-Richter.
Westberlins Justizsenator Valentin Kielinger hatte bis zum 22. Dezember 1959 gegen fünf Richter und zwei Staatsanwälte Ermittlungen eingeleitet. Vier Westberliner Richter, die an Todesurteilen mitgewirkt hatten, waren vorzeitig in den Ruhestand getreten. Die Landesregierungen von Hessen, Hamburg und Nordrhein-Westfalen versuchten in vertraulichen Verhandlungen, die belasteten Justizbeamten aus dem Dienst zu drängen. Trotzdem waren Anfang 1961 nur 16 ehemalige Richter oder Staatsanwälte vorzeitig in den Ruhestand gegangen, während bundesweit etwa 70 schwer Belastete weiter amtierten. Der Justiziar der SPD Adolf Arndt bezeichnete seinen „stillen Weg“ daraufhin als Fehler und gestand ein, dass der Parteiausschluss der Karlsruher Ausstellungsorganisatoren falsch gewesen sei. Im Richtergesetz von 1961 wurde §116 eingefügt, der es belasteten Richtern ermöglichte, auf eigenen Wunsch bei vollen Bezügen vorzeitig in den Ruhestand zu treten. Bis zum Ende der Antragsfrist (30. Juni 1962) beanspruchten 149 Richter und Staatsanwälte diese Regelung. Ein Gesetzentwurf zur Zwangspensionierung der übrigen NS-Juristen hätte eine Grundgesetzänderung erfordert, für die sich keine Zweidrittelmehrheit im Bundestag finden ließ.
Gleichwohl verstärkte die Ausstellung die Diskussion um den Rechtspositivismus und das Richteramt. Richter sollten nicht mehr nur Rechtstechniker sein, sondern anders als in der Weimarer Republik zur Wahrung der demokratischen Ordnung ausgebildet und verpflichtet werden. Der Deutsche Richterbund setzte 1960 eine Kommission ein, die Empfehlungen für eine große Justizreform erarbeitete, um die Autorität des Richteramts zu stärken und „geeignete Persönlichkeiten“ dafür auszubilden. Mit dem Ausschluss früherer NS-Richter, besonders derer, die Todesurteile gefällt hatten, befasste sich die Kommission nicht, um dem seit etwa 1955 vorbereiteten Erlass eines deutschen Richtergesetzes nicht vorzugreifen.
Vor Streckers und Koppels im SDS-Auftrag gestellten Strafanzeigen hatten nur einzelne NS-Opfer ehemalige NS-Richter angezeigt; dies hatten Medien kaum beachtet. Die SDS-Aktion bewirkte, dass von da an auch größere Opferverbände wie die Vereinigung der Verfolgten des Naziregimes – Bund der Antifaschistinnen und Antifaschisten und der tschechoslowakische Verband antifaschistischer Kämpfer Sammelanzeigen mit konkreten Tatvorwürfen erstatteten.
Der hessische Generalstaatsanwalt Fritz Bauer, ein Überlebender des Holocaust, griff Titel und Thema der Ausstellung in seinem Aufsatz „Ungesühnte Nazijustiz“ (1960) in der Zeitschrift Neue Gesellschaft auf. Darin erklärte er die personellen Kontinuitäten und die Nichtverfolgung von NS-Verbrechen aus demselben „Geist, aus dem der (NS-)Unrechtsstaat hervorgegangen war“. Die Nichtbefassung mit weiterbeschäftigten NS-Tätern zeige eine „chronische Disposition“ in Deutschland für diesen Geist. Sie stehe für eine unbewältigte Vergangenheit, Gegenwart und Zukunft. Bauer verwendete Ausstellungsdokumente als Fallbeispiel für krasse Unrechtsurteile und unzulängliche Rechtsfiguren zu deren Ahndung. Er bezweifelte, dass „Sühne“ ein sinnvolles strafrechtliches Ziel sei, da sie Einsicht des Täters voraussetze und diese von NS-Richtern sowenig wie von gewöhnlichen Kriminellen zu erwarten sei. Sie würden sich stets mit schicksalhaften Umständen, Verstrickung und Verhängnis entschuldigen. Bauer beschrieb die juristischen Hindernisse für eine Aufhebung der Verjährungsfrist durch rechtzeitige Anklagen: So sei es sehr unwahrscheinlich, dass man den NS-Richtern das Mordmerkmal „niedrige Beweggründe“ nachweisen könne. Zudem seien die meisten Richter in der NS-Zeit ausgebildet worden, säßen also quasi über sich selbst zu Gericht.
Gleichwohl erhielt Bauer vom Justizministerium Hessen am 17. Februar 1960 den Auftrag, alle Urteile hessischer Sondergerichte (insgesamt rund 5470) systematisch zu prüfen. Am 21. März schickte er den Bericht dazu an das hessische Justizministerium mit der Bitte, vor allem „exzessive“ Todesurteile rechtzeitig vor der Verjährung auszuwerten. Das Ministerium teilte mit, es habe 67 Fälle geprüft, aber kein Todesurteil darin gefunden, das ein strafrechtliches oder disziplinarisches Eingreifen erfordere. Bis dahin hatte es fünf Ermittlungsverfahren eingeleitet, davon einen Richter versetzt und einen pensioniert. Die drei übrigen Verfahren musste Bauer einstellen, weil vorsätzliche Rechtsbeugung sich nicht beweisen ließ. Bis zum 3. Juni 1960 stieg die Zahl der Verdachtsfälle in Hessen auf 159. Da die osteuropäischen Akten noch großenteils unausgewertet waren, rechneten die Justizminister der Länder mit zahlreichen weiteren Strafanzeigen der Opferverbände.
Obwohl die Bundesregierung bei allen diesbezüglichen Strafanzeigen eine Unterbrechung der Verjährungsfrist anzustreben geraten hatte, schlossen die Landesjustizminister eigene Nachforschungen in Osteuropa weiter aus und beschränkten sich auf allgemeine Amtshilfe-Anträge. Nur Fritz Bauer beantragte am 5. Mai 1960, Ermittlungsverfahren gegen 99 hessische Juristen einzuleiten. Er erwartete weiteres Beweismaterial für Unrechtsurteile, auf das ihn polnische und tschechische Behörden bei seiner Vorbereitung der Auschwitzprozesse hingewiesen hatten. Am 8. Mai 1960 trat die Verjährung für Totschlag ein, weil die Bundestagsmehrheit einen SPD-Antrag, die Frist zu verlängern, abgelehnt hatte. Eine Vielzahl von NS-Verbrechen wurden dadurch mit einer de-facto-Amnestie jeder Strafverfolgung entzogen. Mitte Mai 1960 lehnten die übrigen Generalstaatsanwälte der Länder Bauers dringenden Rat ab, eine Sondertagung zum Problem der NS-Juristen anzusetzen. Am 2. Juni 1960 debattierte der Hessische Landtag das Thema. Dabei stellte sich heraus, dass das hessische Justizministerium eine von Bauer schon 1959 vorgeschlagene Befragung der belasteten Juristen begonnen und 72 ehemalige NS-Juristen angeschrieben hatte. Die Oppositionsparteien lehnten dies aufs Schärfste ab und wollten die Debatte bis zum Ablauf der Verjährungsfrist (30. Juni 1960) vertagen. Sie wollten weder die Tätigkeit bei einem Kriegs- oder Sondergericht der NS-Zeit noch die Namenslisten des ADE oder der SDS-Strafanzeigen als Grund anerkennen, die Verjährung für diese Personen zu unterbrechen. Dennoch beschloss der Rechtsausschuss diese Anerkennungsgründe mit knapper Mehrheit. Strafverfahren wurden jedoch weiterhin allenfalls infolge von Strafanzeigen gegen diese Personen eingeleitet. Bauers Bemühungen zur Ahndung von NS-Verbrechen blieben weitgehend erfolglos, während die Zahl der enttarnten NS-Täter im bundesdeutschen Staatsdienst stetig zunahm. Nur die Verjährungsfrist für Mord in der NS-Zeit verlängerte der Bundestag 1965 gerade noch rechtzeitig. Doch in Westdeutschland wurde kein einziger Richter des Volksgerichtshofs, der Sondergerichte und anderer NS-Gerichte nach 1945 verurteilt.
Vor 1959 hatten nur kleinere, weitgehend unbeachtete Ausstellungen zum NS-Thema stattgefunden. Die Ausstellungen „Ungesühnte Nazijustiz“ und „Die Vergangenheit mahnt“ (1960–1962) fanden größere Publizität und markierten einen erinnerungskulturellen Umbruch im Umgang mit der NS-Zeit, der die Westdeutsche Studentenbewegung der 1960er Jahre anbahnte.
Die Ausstellung lenkte erstmals den Blick auf Versäumnisse der bundesdeutschen Justiz, verfehlte aber ihr eigentliches Ziel: Keiner der über 100 aufgedeckten NS-Juristen wurde angeklagt. Sie begünstigte den entlastenden Fehlschluss, das SDS-Projekt habe „die ‚schwarzen Schafe‘ im Wesentlichen enttarnt“. Sie zeigte nicht das ganze Ausmaß der Übernahme von NS-Juristen in bundesdeutsche Ämter: Seit 1949 war der Justizapparat der NS-Zeit personell fast vollständig wiederhergestellt worden. 34.000 deutsche Juristen, 8.000 davon durchgängig, blieben zwischen 1933 und 1965 in Justizämtern. 1954 waren 74 Prozent der Juristen an Amtsgerichten, 68 Prozent an Landgerichten, 88 Prozent an Oberlandesgerichten und 75 Prozent am BGH schon in der NS-Zeit als Juristen tätig gewesen.
Die Ausstellung zeigte nur ansatzweise, dass und wie die ehemaligen NS-Richter eine Rechtsprechung in eigener Sache betrieben und auch andere NS-Verbrecher kaum oder gar nicht bestraften. Ihre Kritik änderte die Urteilspraxis deutscher Gerichte nicht. Diese klagten NS-Verbrecher weiter kaum an, sprachen die übrigen meist frei, verharmlosten ihre Taten als Beihilfe, rechtfertigten schlimmstes Unrecht durch formale Legalität und deuteten das NS-Regime damit jahrzehntelang in einen Rechtsstaat um. Im Ergebnis wurden bis 1998 nur 6494 von hunderttausenden NS-Verbrechern bestraft; gegen weit mehr als 150.000 Mörder der NS-Zeit wurde nie ermittelt. Erst 1999 sprach der Bundestag den Unrechtsurteilen der NS-Herrschaft rückwirkend die Rechtsgültigkeit ab.

## Forschung
Die Ausstellung regte Forschung zur NS-Justiz und ihrer Kontinuität an. 1963 veröffentlichte Wolfgang Koppel den Katalog „Justiz im Zwielicht“, der den Beitrag der NS-Justiz zu den NS-Verbrechen darstellte und die bundesdeutschen Gerichte aufstellte, an denen ehemalige NS-Richter damals tätig waren. Das widersprach dem gängigen Narrativ, bloß sadistische Exzesstäter aus den Reihen der Schutzstaffel (SS) hätten die NS-Verbrechen begangen. Ingo Müllers bahnbrechendes Werk Furchtbare Juristen (1987) zog Ausstellungsdokumente als Belege für Fallbeispiele heran. Norbert Frei beschrieb Streckers Leistung in seinem Werk Karrieren im Zwielicht (2001). Annette Weinke beschrieb die zeitgenössische Wirkung der Ausstellung: Sie habe einen verspäteten Umschwung der öffentlichen Meinung zu NS-Tätern im Staatsdienst herbeigeführt.
Der Historiker Stephan Alexander Glienke stellte 2005 fest, dass erst die Reaktionen im Ausland, besonders in Großbritannien und in der DDR, der Ausstellung eine größere Breitenwirkung gegeben hatten. In seiner Dissertation (2008) zeigte Glienke, welche Anstöße die Ausstellung gab: Erst Güdes Interview verschaffte den Ausstellern unverhoffte Publizität und das juristische Argument für ihre Strafanzeigen gegen NS-Juristen. Erstmals beschnitt die FU einigen ihrer Studenten die Meinungsfreiheit. Das löste eine Solidarisierungswelle mehrerer Studentenausschüsse und Hochschulverbände und eine Kraftprobe zwischen SDS und SPD aus, die deren Konflikt verstärkte und 1961 zum Ausschluss des SDS aus der SPD führte. Die Verhinderungsversuche des Westberliner Senats machten die britische Presse aufmerksam. Dadurch und durch Streckers Kontakte zu britischen Studenten und Labourabgeordneten entfaltete die Ausstellung wahrscheinlich erst den nötigen Druck auf die Bundesregierung, der sie zu minimalen Zugeständnissen in der NS-Richterfrage bewog.
Im Januar 2012 setzte das Bundesjustizministerium (BMJ) eine unabhängige wissenschaftliche Kommission ein, die von Justizministerin Sabine Leutheusser-Schnarrenberger den Auftrag erhielt, die personellen und damit fachlich-politischen Kontinuitäten zur NS-Zeit im Regierungshandeln des BMJ in der Nachkriegszeit systematisch zu untersuchen. Im Mai 2012 erläuterten deren Leiter Manfred Görtemaker und Christoph Safferling sowie Joachim Rückert erste Ergebnisse: Ausgehend vom Belastungsgrad der Amtsmitarbeiter in der NS-Zeit seien um 1959 bis 1961 bis zu 50 Prozent oder mehr ehemalige NS-Juristen in den Führungsetagen des BMJ tätig gewesen. Juristen, die 1933 zwischen 23 und 33 Jahre alt waren, hätten in den 1950er und 1960er Jahren den Höhepunkt ihrer beruflichen Karrieren erreicht. Schon 1950 hätten die Hälfte aller Abteilungsleiter und 21 Prozent aller Referenten, 1959 rund 33 Prozent oder mehr Mitarbeiter der Leitungsebenen im BMJ ein „NS-Gepäck“ getragen. 1966 seien alle Abteilungsleiter und mehr als die Hälfte der Unterabteilungsleiter ehemalige NS-Juristen gewesen. Besonders jene, die das NS-Regime als systemtreue „Einser-Juristen“ gefördert hatte, seien in der Nachkriegszeit wegen ihrer angeblichen Distanz zum Nazi-Terror weiter aufgestiegen. Einzelfälle hätten die Ausstellung „Ungesühnte Nazijustiz“ von 1959 und das DDR-„Braunbuch“ von 1965 bekannt gemacht. Eduard Dreher etwa hatte in der NS-Zeit als Staatsanwalt für Bagatelldelikte Todesstrafen verhängt und 1968 als Strafrechtler das Einführungsgesetz zum Gesetz über Ordnungswidrigkeiten beeinflusst. Dessen Artikel 167 führte 1969 zum BGH-Beschluss der Verjährung der Mordgehilfenschaft. Damals waren vier der fünf zuständigen BGH-Richter ehemalige NS-Richter. Deshalb wollte die Kommission auch mögliche Seilschaften zum gegenseitigen Schutz genauer erforschen, etwa die Mitwirkung ehemaliger Nazis an den bundesdeutschen Amnestiegesetzen von 1949 und 1954, den Umgang mit inhaftierten und bisher nicht verfolgten NS-Tätern, die inhaltliche Beeinflussung des bundesdeutschen Strafgesetzbuchs durch ehemalige NS-Juristen. Dabei erwartete man Widerstände im BMJ, etwa bei der Akteneinsicht. Der Abschlussbericht von 2016 würdigte die Ausstellung „Ungesühnte Nazijustiz“ als Pionierleistung.
Gottfried Oy und Christoph Schneider (2013) erklären die damaligen Propaganda- und Fälschungsvorwürfe gegen die Aussteller und ihren Ausschluss aus der SPD aus der Systemkonkurrenz der beiden deutschen Staaten. Erst Güdes Fürsprache habe die Strafanzeigen ermöglicht, die Staatsanwaltschaften und Rechtsausschüsse im ganzen Bundesgebiet zur Prüfung der Fälle von NS-Unrecht und 149 NS-Juristen zum vorzeitigen Ruhestand zwangen. Die Ausstellung habe somit einen wichtigen Einzelbeitrag zur Aufklärung der NS-Verbrechen geleistet. Ihr Anliegen, die NS-Juristen aus ihren Ämtern zu entfernen, sei jedoch 1969 endgültig gescheitert. Die Kontinuitäten zwischen NS-Justiz und bundesdeutscher Justiz hätten langfristig weitergewirkt, wie etwa die 2012 aufgedeckte Verflechtung von Sicherheitsbehörden mit der Terrorgruppe Nationalsozialistischer Untergrund gezeigt habe. Der bis zur Ausstellung „eiserne Schweigekonsens“ zu dieser Kontinuität und die geringen Versuche, NS-Justizverbrechen zu ahnden, machten es laut Oy und Schneider „fast unmöglich“, von einer erfolgreichen Vergangenheitsbewältigung der Bundesrepublik zu sprechen. Zivilgesellschaftliche Proteste wie die der Aussteller seien Ausnahmen geblieben.
Zum 85. Geburtstag von Reinhard Strecker 2015 richteten die Landeszentrale für politische Bildung Berlin, der Verein Forum Justizgeschichte und das Zentrum für Antisemitismusforschung der TU Berlin eine gemeinsame Veranstaltung aus. Michael Kohlstruck erinnerte im Ankündigungstext: Strecker habe die Ausstellung durch monatelange akribische Recherchen vorbereitet, erstmals personelle Kontinuitäten zwischen NS-System und Bundesrepublik aufgezeigt und damit wesentlich zu einem historischen Lernprozess beigetragen. Er habe sein Ziel einer „kritischen Selbstaufklärung der Demokratie“ trotz erheblicher Anfeindungen festgehalten und damit ein lehrreiches Beispiel für Zivilcourage gegeben.

## Weiterführende Informationen

### Filme
- Gerolf Karwath: Hitlers Eliten nach 1945. Teil 4: Juristen – Freispruch in eigener Sache. Regie: Holger Hillesheim. Südwestrundfunk (SWR, 2002).
- Christoph Weber: Akte D (1/3) – Das Versagen der Nachkriegsjustiz. Dokumentation, 2014, 45 Min. Mitwirkung von Norbert Frei (Senderkommentar bei Phoenix.de vom Nov. 2016)